# Парламентские выборы в Израиле (2021)
Внеочередные парламентские выборы в Кнессет 24-го созыва прошли 23 марта 2021 года. На выборах были избраны 120 членов парламента. Это четвёртые внеочередные выборы в Израиле за два с небольшим года.
Кнессет предыдущего, 23-го созыва, был распущен в ночь 23 декабря из-за истечения сроков утверждения госбюджета страны.
Правящая правая партия «Ликуд» премьер-министра Израиля Биньямина Нетаньяху побеждает на парламентских выборах в Кнессет 24-го созыва.
Выборы проходили на фоне политического кризиса, последствий пандемии коронавируса и уголовных расследований против главы правительства Нетаньяху.
20 июня 2022 г. лидеры коалиции Нафтали Беннет и Яир Лапид решили распустить парламент и провести внеочередные выборы.

## Список партий
В выборах приняли участие следующие партии:
Представленные в Кнессете
- «Еш Атид во главе с Яиром Лапидом». Лидер — Яир Лапид.
- «Итахдут ха-Сфарадим Шомрей Тора — Тнуато шель МАРАН ха-Рав Овадья Йосеф ЗАЦАЛ» («ШАС — Сефардское объединение блюстителей Торы, движение учителя раввина Овадьи Йосефа, да будет благословенна память праведника»). Лидер — Арье Дери.
- «Исраэль Бейтейну берашут Авигдор Либерман» («Наш Дом Израиль во главе с Авигдором Либерманом»). Лидер — Авигдор Либерман.
- «ха-Решима ха-Аравит ха-Меухедет» (РААМ). Лидер — Мансур Аббас.
- «МЕРЕЦ — ха-Смоль шель Исраэль» («МЕРЕЦ — израильские левые»). Лидер — Ницан Хоровиц.
- «ха-Решима ха-Мешутефет (ХАДАШ, ТААЛ, БАЛАД» («Общий список»). Лидер — Айман Удэ.
- «Мифлегет ха-Авода берашут Мейрав Михаэли» («Рабочая партия („Авода“) во главе с Мейрав Михаэли». Лидер — Мейрав Михаэли.
- «Кахоль-лаван во главе с Бени Ганцем». Лидер — Бени Ганц.
- «Ликуд во главе с Биньямином Нетаниягу на пост премьер-министра». Лидер — Биньямин Нетаниягу.
- «Яхадут ха-Тора вехаШабат, Агудат Исраэль — Дегель ха-Тора». Лидеры — Моше Гафни и Яаков Лицман.

Остальные
- «Ямина берашут Нафтали Беннет» («Вправо во главе с Нафтали Беннетом»). Лидер — Нафтали Беннет.
- «Цомет — Ацмаим, Хаклаим, Хитъяшвут» («Цомет — предприниматели, фермеры, заселение»). Лидер — Моше Грин.
- «Рапэ — Рак Бриют» («Лечи — только здоровья»). Лидер — Арье Авни.
- «Ноам Колман, Лирон Офри и Сули Вольц — ха-Билти Эфшари — Эфшари» («Невозможное — возможно»). Лидер — Ноам Арье Колман.
- «Анахну» («Мы»). Лидер — Мош Худжа.
- «ха-Калькалит ха-Хадаша берашут Ярон Залиха» («Новая Экономическая во главе с Яроном Залихой». Лидер — Ярон Залиха.
- «Ам Шалем бе Рашут ха-Рав Хаим Амсалем — Хье ве-Тен Лихьот» («Весь Народ во главе с раввином Хаимом Амсалемом — Живи и дай жить другим»).
- «Хец». Лидер — Лиор Шапира.
- «Ани ве-Ата — Мифлегет ха-Ам ха-Исраэлит» («Я и ты — Израильская народная партия». Лидер — Алон Гилади.
- «ха-Ционут ха-Датит берашут Бецалель Смотрич» («Религиозные сионисты во главе с Бецалелем Смотричем»). Лидер — Бецалель Смотрич.
- «Демократит — Херут, Шивьон ве-Арвут Хададит» («Демократическая — Свобода, Равенство и Взаимная ответственность»). Лидер — Хаим Барак Коэн.
- «Олам Хадаш». Лидер — Йорам Эдри.
- «ха-Исраэлим» («Израильтяне»). Лидер — Ярон-Шимон Регев.
- «Тиква Хадаша берашут Гидеон Саар ле-Рашут ха-Мемшала» («Новая Надежда во главе с Гидеоном Сааром на должность премьер-министра»). Лидер — Гидеон Саар.
- «ха-Мапац ха-Хеврати — Гимлаим» («Социальный взрыв — пенсионеры»). Лидер — Цион Вахаб.
- «МААН — Яхад ле-Идан Хадаш». Лидер — Мухаммад Дарауше.
- «ха-Тиква ле-Шинуй» («Надежда на перемены»). Лидер — Абед Эль-Карим Абу-Каф.
- «Ацмейну, Ацмаим ве-Либералим» («Мы сами, независимые и либералы»). Лидер — Дотан Софер.
- Мифлегет ГАХАТ — Гуш ха-Танахи" («Партия ГАХАТ — Танахический (библейский) блок»). Лидер — Денис Липкин.
- «ха-Лев ха-Йехуди» («Еврейское сердце»). Лидер — Йосеф Эли.
- «Манхигут Хевратит» («Социальное лидерство»). Лидер — Илан Машиха Яр Занбар.
- «ха-Пиратим» («Пираты»). Лидер — Охад-Яаков Шем-Тов.
- «КАМА — Кидум Маамад ха-Прат» («Продвижение индивидуальных прав»). Лидер — Дорит Лиат Биран.
- «Квод ха-Адам» («Человеческое достоинство»). Лидер — Аркадий Пугач.
- «Шма берашут Нафтали Гольдман» («Шма» («Слушай») во главе с Нафтали Гольдманом). Лидер — Нафтали Гольдман.
- «ДААМ — зелёная экономика, одна страна». Лидер — Тамир Йоав Галь.
- «Мишпат Цедек, ле-Реформа бе-Маарехет ха-Мишпат велеШихрур Игаль Амир» («Справедливый суд, за реформу судебной системы и за свободу Игалю Амиру»). Лидер — Лариса Амир Ренана.
- «Седер Хадаш — ле-Шинуй Шитат ха-Бхирот берашут орахат дин Авиталь Офек» («Новый порядок — за изменение системы выборов во главе с адвокатом Авиталь Офек»). Лидер — Авиталь Офек.
- «ха-Брит ха-Мешутефет — ле-Мемшелет Ихуд Леуми» («Общий завет — к правительству национального единства»). Бшара Шилиан.

## Результаты
В выборах приняли участие 4 435 805 израильтян из 6 578 084, обладающих правом голоса; явка составила 67,4 %. 26239 голосов были признаны недействительными.
Электоральный барьер смогли преодолеть 13 партий.
Голоса распределились следующим образом:
- «Ликуд» — 30
- «Еш Атид» — 17
- ШАС — 9
- «Кахоль Лаван» — 8
- «Авода» — 7
- «Ямина» — 7
- «Еврейство Торы» — 7
- НДИ — 7
- МЕРЕЦ — 6
- «Тиква Хадаша» — 6
- «Объединенный список» — 6
- «Религиозный сионизм» — 6
- РААМ — 4.